# Заболотье (Ашевское)
Заболотье — деревня на северо-западе Бежаницкого района Псковской области.  Входит в состав сельского поселения Чихачёвское.
Расположена на берегу реки Ревка (приток Уды), в 30 км к северо-западу от райцентра Бежаницы и в 7 км к юго-востоку от деревни Ублиска.
Численность населения деревни составляет 11 жителей (2000 год).
До 3 июня 2010 года деревня входила в состав ныне упразднённой Ново-Кузнецовской волости с центром в д. Ублиска. До 30 марта 2015 года входило в состав ныне упразднённого сельского поселения Ашевское.